# Alvan Graham Clark
Alvan Graham Clark   (Fall River, 10 de juliol de 1832 - Cambridge, 9 de juny de 1897) fou un astrònom i òptic estatunidenc, constructor de grans objectius per a telescopis refractors.
Va iniciar el seu aprenentatge en la fosa, talla i poliment del vidre òptic amb el seu pare, Alvan Clark, a qui va ajudar en el treball fins a la seva defunció en 1887. Juntament amb ell va fundar la Alvan Clark and Sons, fàbrica d'objectius per a telescopis que amb el temps seria una important companyia òptica nord-americana, fabricadora de les majors lents de telescopis als segles XIX i XX.
En 1860 van començar la construcció d'una gran lent que seria instal·lada en un telescopi de la universitat de Mississipi, de 47 cm de diàmetre, que quan fóra acabat es convertiria en el major dels Estats Units (per davant de la de 38 cm de l'Observatori de Harvard). En acabar el treball en 1862, va voler provar la seva qualitat òptica apuntant a l'estel Sirius i va descobrir al costat d'ella un diminut estel mai vist abans, Sirius B, èxit que va catapultar a la fama als òptics americans per tot el món. (La lent no va arribar mai a la seva destinació: després de la Guerra de Secessió va acabar instal·lada en l'Observatori Dearbon de la Universitat de Chicago, on seria utilitzada profitosament per fer estudis de Júpiter i d'estels dobles). L'òrbita de Sirius B havia estat determinada matemàticament per Peters en 1850, molt abans de confirmar l'existència d'aquest estel.
En col·laboració íntima amb son pare va polir els objectius de nombrosos telescopis nord-americans: el de 66 cm de l'Observatori Naval dels Estats Units (1872), el de 91 cm de l'Observatori Lick (1888) i el de 102 cm de l'Observatori Yerkes, el refractor major del món per aquelles dates (1895). Aquesta seria la major lent fabricada mai per a un telescopi: acabada a l'octubre de 1895, té 230 kg de pes i una focal de 18 metres, entrant en funcionament el 21 de maig de 1897.
Amb son pare i un germà havien fundat la companyia Alvan Clark & Sons, encarregada de comercialitzar les grans lents ideades pels Clark.
Quan treballava en el projecte per fabricar una gegantina lent de 152 cm de diàmetre va morir i aquest treball mai no es va dur a terme.

## Reconeixements
- El cràter lunar Clark porta des de 1970 aquest nom en la seva memòria, honor compartit amb el seu pare Alvan Clark (1804-1887).[1]

## Publicacions
- On Supposed Effects of Strain in Telescopic Objectives, (1897), Science, Volum 5, nº 124, p. 768.